# Sklavenmarkt der weißen Mädchen
Sklavenmarkt der weißen Mädchen (Originaltitel: La via della prostituzione) ist ein italienischer Sexploitationsfilm von Joe D’Amato aus dem Jahr 1978. Der Film ist der sechste und letzte Teil der offiziellen Black Emanuelle Filmreihe und der fünfte Teil von Joe D’Amato.
Der Film ist auch unter den Titeln Hemmungslose Emanuela, Sklavencamp der wilden Mädchen, Sklavenmarkt der jungen Mädchen, Sklavenmarkt der weissen Mädchen und Black Emanuelle in Afrika (ähnlich dem Alternativtitel des ersten Teils der Reihe) bekannt.

## Handlung
Emanuelle ist zusammen mit ihrer Freundin Susan Towers in Nairobi in Kenia unterwegs, um eine Reportage über den italienischen Gangster Giorgio Rivetti zu machen, der sich dorthin zurückgezogen hat. Die Freundinnen suchen dessen Anwesen auf, wo Emanuelle nur ein paar Fotos knipst, da der Gangster sie nicht empfangen will. Auf der Rückfahrt macht der Motor ihres PKW unnormale Geräusche, infolge derer sie bei Susans Lieblingsmechaniker, der gut mit seinen Händen umgehen kann, einen Zwischenstopp einlegen. Am Flughafen angekommen sieht Emanuelle einen Mann, der eine junge Frau in einem Rollstuhl vor sich her schiebt. Der Mann hält an einer Theke an, lässt sich einen Koffer geben und geht dann alleine weg. Gleich darauf schiebt ein anderer Mann die Frau davon. Die Reporterin beschließt, dieser merkwürdigen Angelegenheit auf den Grund zu gehen.
Als Stewardessen verkleidet, empfangen Emanuelle und Susan auf dem Rollfeld des Flughafens Prinz Arausani und begleiten ihn zu einem Hotel. Der Prinz kann sie enttarnen, erklärt sich aber trotzdem dazu bereit, ihnen zu helfen. Gemeinsam fahren sie zu Rivettis Anwesen, wo sie diesmal eingelassen und einquartiert werden. Die beiden Freundinnen vertiefen erstmal ihre Freundschaft und brechen am nächsten Tag zu einer Safari auf, bei der sich der Prinz und Emanuelle sowie der Gangsterboss und Susan sehr nahe kommen. Nach abgeschlossenem Geschäft reist der Prinz wieder ab, woraufhin die Freundinnen mit Rivetti auf dem Markt spazieren gehen. Dort sieht die Reporterin auch den Mann mit der jungen Frau wieder, welche nun offensichtlich laufen kann. Später erforschen sie dann in trauter Dreisamkeit, mit Hilfe eines Pfeifchens, die Künste des Kamasutras. Ein neuer Tag beginnt. Emanuelle und Susan fahren mit dem Auto durch die Stadt und Susan erzählt ihr, dass sie den Namen des Mannes auf dem Markt herausgefunden habe, der Francis Harley heißt, als plötzlich der Motor merkwürdige Geräusche von sich gibt. Diesmal jedoch interveniert Emanuelle pflichtbewusst, um noch ihr Flugzeug zurück nach New York zu bekommen.
Ihr dortiger Lover, der Fotograf Jim Barnes, kann Emanuelle weiterhelfen, indem er sie zu einem seiner Models namens Eva Trettel schickt, welche schon Bekanntschaft mit Francis gemacht hatte. Diese schickt Emanuelle zu Ray Hamilton, warnt sie aber vor Francis, was die Reporterin trotzdem nicht aufhalten kann. Hamilton gibt ihr einen Tipp, der sie zu einer Veranstaltung führt, auf welcher minderjährige Sklavinnen versteigert werden und wo sie auch Francis wiederentdecken kann. Sie beschließt, sich als Prostituierte in die Gemeinschaft einzuschleusen, trifft Francis und ergattert einen Job in San Diego. Dann verabschiedet sie sich nett von Jim.
In San Diego soll die Schöne eine Madame Claude aufsuchen, von der sie in die „Organisation“ eingeführt wird. Ihren Eignungstest mit einem Senator besteht sie mit Bravour und kann auch die rechte Hand von Madame Claude, einen Transvestiten namens Stefan, von ihren Qualitäten überzeugen. Des Nachts dann schleicht sie sich aus ihrem Zimmer, um im Büro der Chefin Beweise für den Mädchenhandel zu fotografieren. Sie wird von Stefan erwischt, bringt ihn aber, im Gegenzug für Straffreiheit, dazu, ihr zu helfen. Madame Claude belauscht jedoch das Komplott gegen sie und schickt ihre Schläger vorbei, was den sich tapfer wehrenden Stefan das Leben kostet. Danach machen sich die Fünf übel über Emanuelle her. Später, an ein Bett gefesselt, bittet sie eine lüsterne Krankenschwester, sie zu befreien, damit sie deren Zärtlichkeiten erwidern könne. Die Lüsterne gehorcht ihrem Instinkt und wird prompt belohnt. Mit etwas Ether aus dem Medizinschrank kann Emanuelle sie schließlich überwältigen und flieht, nur mit einem Nachthemd bekleidet, in einem Wäschecontainer aus dem Bordell.
Am Hafen spricht sie eine Gruppe von Fischern auf ihrem Boot an und bittet sie um Mitnahme nach Los Angeles. Auf die Frage hin, ob sie denn auch bezahlen könne, erwidert sie den fünf Männern: „Ich kann [immer] zahlen!“ und beginnt damit, sich das Hemd aufzuknöpfen.

## Hintergrund
Sklavenmarkt der weißen Mädchen erlebte seine italienische Premiere am 20. April 1978 und kam in der Bundesrepublik Deutschland am 8. August 1980 in die Kinos. Am 27. Juli 1996 lief der Film erstmals im deutschen Fernsehen auf VOX.

## Kritik
Für das Lexikon des internationalen Films war Sklavenmarkt der weißen Mädchen ein „Dilettantischer Sexfilm“.